# 댓글 읽어주는 기자들
댓글 읽어주는 기자들은 KBS 1라디오에서 방송했던 라디오 프로그램이다.

## 역사
2019년 2월 3일에 첫방송을 시작했으며, 원래는 밤 10시 5분에 방송됐으나, 2019년 4월 28일부터 오후 5시 5분으로 시간대를 이동하여 방송하다가, 2019년 9월 15일 방송을 마지막으로 7개월만에 폐지되었다.

## 역대 방송시간
| 방송 채널   | 방송 기간                         | 방송 시간                                                                              |
| ----------- | --------------------------------- | -------------------------------------------------------------------------------------- |
| KBS 1라디오 | 2019년 2월 3일 ~ 2019년 4월 21일  | 매주 일요일 밤 10:05 ~ 밤 10:58                                                        |
| KBS 1라디오 | 2019년 4월 28일 ~ 2019년 6월 9일  | 매주 일요일 오후 5:05 ~ 오후 5:56                                                      |
| KBS 1라디오 | 2019년 6월 16일 ~ 2019년 9월 15일 | 매주 일요일 오후 5:05 ~ 오후 5:56 (생방송), 매주 월요일 새벽 2:00 ~ 새벽 2:53 (재방송) |